# Hubert Deittert
Hubert Deittert (21 de março de 1941 - 19 de abril de 2020) foi um político alemão e membro da CDU no Bundestag de 1994 a 2009. Ele nasceu na Renânia do Norte-Vestfália, Rietberg.